# Middle Chinnock
Middle Chinnock – wieś w Anglii, w Somerset. W 1881 roku civil parish liczyła 150 mieszkańców.